# Ahmed Abdel Halim
Ahmed Abdel Halim (ar. أحمد عبد الحليم; ur. 12 stycznia 1956) – egipski piłkarz grający na pozycji lewego pomocnika. W swojej karierze grał w reprezentacji Egiptu.

## Kariera klubowa
W swojej karierze piłkarskiej Abdel Halim grał w klubie Zamalek SC.

## Kariera reprezentacyjna
W 1980 roku Abdel Halim został powołany do reprezentacji Egiptu na Puchar Narodów Afryki 1980. Na tym turnieju rozegrał trzy mecze: grupowe z Wybrzeżem Kości Słoniowej (2:1) i z Nigerią (0:1) oraz o 3. miejsce z Marokiem (0:2). Z Egiptem zajął 4. miejsce w tym turnieju.